# Jerry Ferrara
Jerry Ferrara, född 25 november 1979 i Brooklyn, New York, är en amerikansk skådespelare. Ferrara medverkar i TV-serien Entourage, där han spelar rollen som en vän till Vincent Chase kallad Salvatore "Turtle" Assante. Han har också varit med i filmer som Think Like A Man, Battleship och Brooklyn Rules.